# Stadio Roberto Lorenzo Bottino
Lo stadio Roberto Lorenzo Bottino (in spagnolo: Estadio Roberto Lorenzo Bottino) è un impianto sportivo di Tres Arroyos, in provincia di Buenos Aires. Ospita le partite interne dell'Huracán di Tres Arroyos.

## Storia
Con la promozione nella massima serie del campionato argentino dell'Huracán di Tres Arroyos nel 2004, l'impianto della squadra si rivelò troppo piccolo e inadeguato per ospitare gli incontri di Primera División. Lo stadio fu così sottoposto a una serie di lavori che comportarono un aumento della capacità ed un ammodernamento delle strutture. La squadra fu costretta nel frattempo a giocare temporaneamente le sue partite interne presso lo Stadio José María Minella di Mar del Plata. Il 27 febbraio 2005, in occasione della partita contro il Newell's Old Boys, lo stadio di Tres Arroyos fu nuovamente aperto al pubblico. È stato intitolato alla memoria dello storico dirigente locale Roberto Lorenzo Bottino.